# Deuce to 7 Triple Draw
Il Deuce to 7 triple draw è una specialità del poker. Si tratta di un draw poker che prevede la vittoria del punto più basso. Può essere giocato da un massimo di 6 giocatori ed è composto da quattro round di scommesse.
Simile a questo gioco è l'Ace to 5 Triple Draw.
Il gioco è uguale al Kansas City lowball, che prevede però solo un turno di cambio.

## Regole e meccanica del gioco
Prima della distribuzione il giocatore alla sinistra del mazziere pone il buio, quello alla sua sinistra il controbuio. Quindi in senso antiorario il mazziere distribuisce una alla volta 5 carte a ciascun giocatore. Ora inizia il primo round di scommesse a partire dal primo giocatore alla sinistra del controbuio. Quando tutti i giocatori hanno visto le puntate, a partire dal buiante essi dichiarano le carte (da 1 a  5) che vogliono cambiare e le gettano al centro. Se un giocatore non vuole cambiare le carte si dichiara servito (stand pat). Finite le dichiarazioni il cartaio distribuisce a partire dal buiante le carte per rimpiazzare le carte scartate. Inizia così un nuovo giro di scommesse. Terminatolo si cambiano nuovamente le carte come sopra descritto. Quindi un nuovo giro di scommesse. Poi nuovamente un cambio di carte e quindi l'ultimo giro di scommesse. Finalmente si giunge allo showdown che fa vincere il piatto al punto più basso realizzato.
Le carte scartate vanno nel muck; ciò nonostante se le carte rimaste nel mazzo non fossero sufficienti per continuare il gioco, esse e il muck vengono rimescolati insieme per poter continuare a giocare.
Riguardo al valore delle carte, l'asso è considerata sempre la carta più alta, mentre riguardo al valore dei punti, sia scala, sia colore, sia scala a colore, sia scala reale sono considerati punti fatti.
Da qui il nome del gioco, in quanto il punto più basso possibile che si può ottenere, cioè la combinazione di carte più forte nel gioco, è composto dalle carte più basse in valore, non in scala né a colore, a partire dalla carta di valore minimo che è il 2. Quindi si tratta proprio di 7-5-4-3-2 (manca il 6, altrimenti sarebbe scala), che non siano tutte dello stesso seme (altrimenti sarebbe colore). Da notare che A-5-4-3-2 non costituisce scala, dato che l'asso è sempre la carta più alta e mai la più bassa.
Quando si gioca in modalità a limite fisso (limit) la puntata minima raddoppia al terzo giro di scommesse.